# Draßburg
Draßburg è un comune austriaco di 1 183 abitanti nel distretto di Mattersburg, in Burgenland. Abitato anche da croati del Burgenland, è un comune bilingue; il suo nome in croato è Rasporak.